# Girvàs
Girvàs és una partida rural del terme municipal d'Abella de la Conca, a la comarca del Pallars Jussà. Pertany a l'àmbit de l'antic poble de la Torre d'Eroles.
És en el vessant meridional de la Serra de Carreu, a sota -sud- del Cap de Carreu, al nord de la Torre d'Eroles. En formen part les terres de Casa Girvàs, que li cedeix el nom (o a la inversa). La partida comprèn les parcel·les 129, 146 a 148 del polígon 4 d'Abella de la Conca; consten de 57,0701 amb una barreja de terres de tota mena: conreus de secà, pastures, matolles, bosquina, zones improductives. El bosc que hi havia hagut desaparegué a causa dels conreus, que assoliren en aquest lloc força alçària, sovint en feixes escalonades a la muntanya. En el registre del Cadastre apareix escrit Giribars.

## Etimologia
Girvàs era un nom propi força utilitzat a la comarca en temps pretèrits, amb santuaris a diferents llocs destacats de la comarca, com l'antic santuari de Sant Girvàs, o Gervàs, a la serra homònima.